# Біла Криниця (Рівненський район)
Бі́ла Крини́ця — село в Україні, у Рівненському районі Рівненської області. Населення становить 2431 особа.
У селі народилися український письменник та краєзнавець Басараба Василь Наумович, Заслужений лікар України Жилінський Петро Павлович, проживає Заслужений працівник освіти Новак Віталій Георгійович, Заслужений зоотехнік України Тияра Микола Климентійович.
До складу колишньої Білокриницької сільської ради входили: села Біла Криниця, Антопіль, Глинки, Гориньград другий, Гориньград Перший, Дуби, Котів, Рисвянка, Кругле, Шубків, Городище.
Біла Криниця — село, центр сільської громади. Через село проходить автошлях Київ—Житомир—Рівне—Дубно—Львів—Чоп (М06, частина E40).
День села відзначається 9 жовтня.

## Історія
Із польської книги «Ліс і степ» виданої у 1888 році в місті Кракові ми дізнаємося, що село Гелєсин значиться як маєток князів Любомирських. Назву отримало від імені дочки князя Любомирського Гелєсі. Гелєсин носить ще назву Біла Криниця, назва ця походить від чистих джерел, які витікають за селом. Дослідження дати заснування села було проведено Йосипом Целюком на основі даних родоводу князів Любомирських з польської енциклопедії, виданої у Варшаві в 1880 році, а також ревізьких казок, які були запроваджені після приєднання Волині до Російської імперії.
У першій ревізькій казці від 6 серпня 1795 року село названо, як слобода Гелєсин. Слободою називалися тоді місця проживання людей, в яких пани обіцяли переселенцям, які осідали на їхніх ґрунтах, тимчасову волю з умовою, щоб за користування землею, переселенці тричі на рік відбували шестиденну толоку — обробляли панські лани. Саме в цій казці і відмічено 14 переселених сімей із-за кордону польського та 7 корінних сімей. Датою останнього переселення польським урядом населення з густозаселених центральних областей Польщі є 1738 рік.
Щодо народження дочки Гелєсі (Олени) в князя Йосипа Станіславовича Любомирського, якому належало село, то польська енциклопедія вказує наступне: «… У 1753 році по кольбушівській транзакції Ян Сангушко подарував Йосипу Станіславовичу Любомирському Степань з 93 селами. Князь Йосип Любомирський, польський генерал-лейтенант і каштелян Київський помер в 1817 році, був жонатий на Луїзі Сосновській, яка померла 12 грудня 1836 р. Вони мали двох синів: Генріха (1777 р.н.) — науковець-історик, і Фредеріка. В 1822 році сини Йосипа Любомирського поділились батьківськими помістями. Фредеріку дістались ключі Ровенський і Олександрійський. Стара княгиня Луїза померла в Ровно…. Були в Йосипа Любомирського і дві дочки: княжна Єлена (Гелєся — прим. Й. Ц.) вийшла заміж за графа Станіслава Мнішека, княжна Розалія — за Вінцеслава Ревуцького….»

Згідно родоводу обидві княжни також народилися в 1780-х роках. Оскільки на честь народження дочки князем Й. С. Любомирським було названо село, то можемо припустити, що до 1780-х років поселення іменувалося, як Біла Криниця, так, в додатковій ревізькій казці від 31 січня 1827 року ми зустрічаємося з назвою — дєрєвня Бєлая Крініца. Щодо конкретної дати заснування села, то варто взяти до уваги вже згадувану дату — 1738 рік. До цієї дати компактно проживали в нашій місцевості лишень 7 сімей. Це поселення не могло тоді мати сільського статусу. Єпархіальна приналежність села Біла Криниця до парафії с. Колоденка, яке відмічене в описі церков Волинської губернії кінця ХІХ ст., підтверджує аналіз ревізьких казок по переселенню людей у Білу Криницю з сіл Колоденка, Новий Двір, Тинне, які належали Любомирським. 

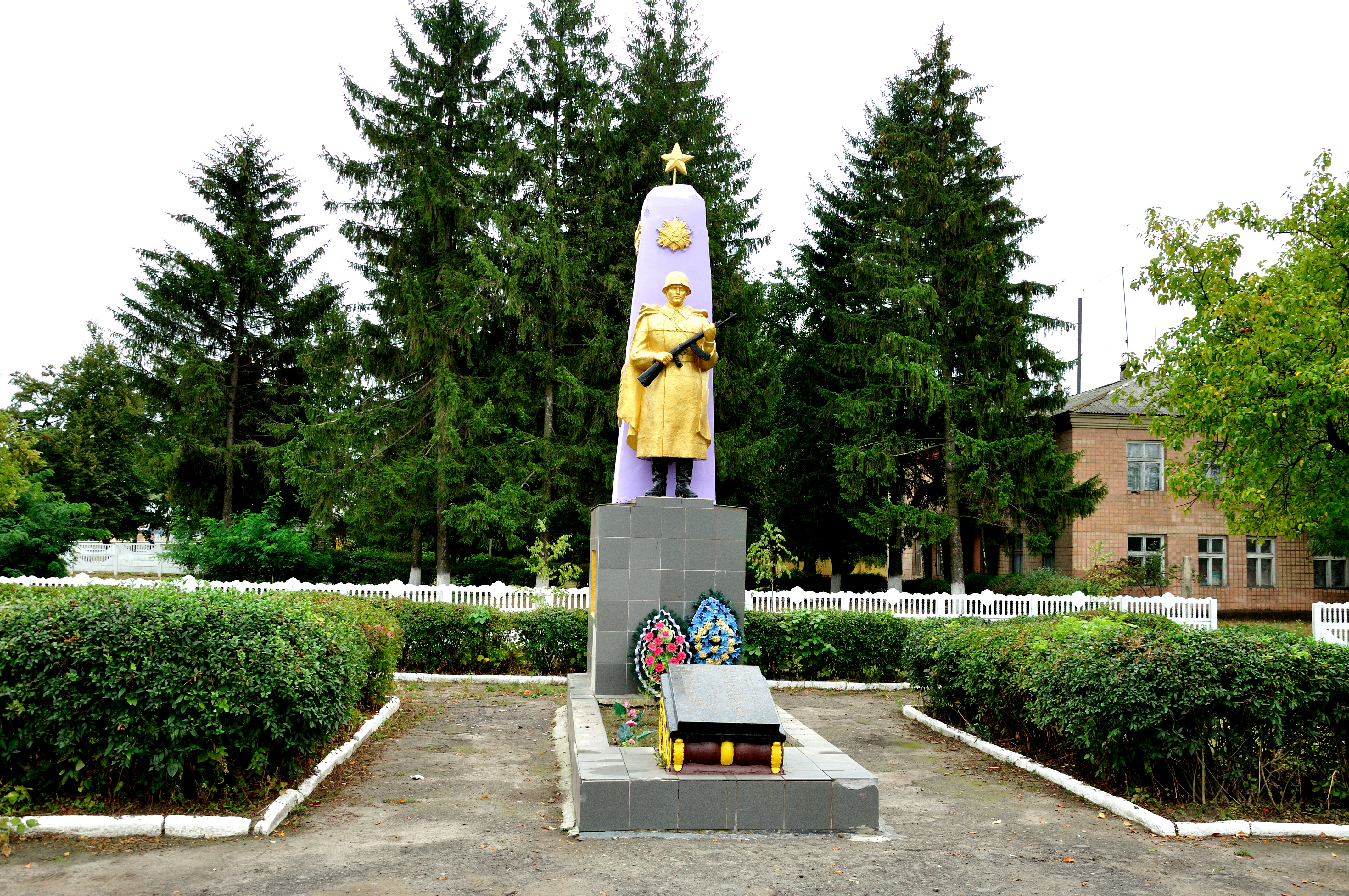
Пам'ятник воїнам- односельчанам, с. Біла Криниця

Згідно з краєзнавчими дослідженнями історії села, які провів Йосип Целюк та видав у 2005 році збірку (брошуру) під назвою «Моє рідне село» та згідно інформації із «Списку населених місць Волинської губернії», зібраної наприкінці 1909 року, село Гелесин належало до Рівненського повіту, Рівненської волості. У селі на той час було 18 дворів, загальна кількість жителів становила 259 осіб. Поштова станція розміщувалась в Антополі. У селі був один поліцейський стан, один мировий посередник, двоє мирових суддів та двоє судових слідчих Волинської губернії.
Офіційно до Білої Криниці відходили хутори: Кругле «при шосе в напрямку Рівного за формою кола», Полісся «в бік Колоденки на місці густого лісу й криничних джерел». З Колоденки пробігала річечка Зерета, названа так за те, що мала колись зерети(жерети), тобто боброві нори. Ця назва вже забута.
Крім того, знаний ще хутір Високе — «найвище заселене місце, розміщене за горою Кемпою, де колись були замкові споруди», Казьонщина — "осада в напрямку Радиславки на колишній казенній землі, Скомороха — "поселення у напрямку Городища, де носіли скоморохи-мандрівні співці, хоч насправді першим поселенцем був чоловік з прізвищем Скоморох.
Самою важливою подією того часу для села було спорудження сільської церкви, без якої село жило дуже багато років. За переказами нинішнього священника білокриницької церкви св. Іоанна Богослова о. А.Гапича маємо наступну інформацію: «…1904 року від Земського управління прийшла повідомча записка на ім'я старости села. У ній повідомлялося про дозвіл на будівництво церкви, школи, лікарні. За цією запискою в селі громаді дозволялося будувати всі три будівлі, а через нестачу коштів можна було будувати ту будівлю, яку обере громада». На той час в селі було всього 18 дворів. Громада була неспроможна будувати всі три будівлі і вирішили будувати церкву.
Громадськими зборами вирішили положити вклад, тобто кожен двір повинен був дати певну суму грошей. Три жителі села: Вітер Сергій Гаврилович, Плетьонка Гавриїл і Вітер Євгенія для цієї доброї справи виділили по клаптику своєї власної землі, де й запланували побудувати храм і створити при ньому сільське кладовище. Була написана грамота-прохання про поміч його величності царю. Цар не відмовляв нікому, не відмовив він і білокриничанам. Виділив 500 крб. чистим золотом на побудову церкви. Два рази жертвував на будівництво храму пан Обарівський (Шеремет). Постійно їздив за збором пожертвувань призначений громадянами для будівництва церкви церковний староста Гавриїл Плетьонка по навколишніх селах. Закінчення будівництва та освячення храму 9 жовтня 1908 року, у день пам'яті святого апостола Іоанна Богослова, стало для жителів села днем справжньої духовної радості.

### Визвольні змагання
Після Брестського мирного договору в лютому 1918 року в Україну ввійшли австро-угорські і німецькі війська. Наприкінці квітня було розпущено Центральну Раду та створено уряд на чолі з гетьманом Скоропадським. У першій половині листопада Радянська Росія анулювала Брестський договір і почала боротьбу з українськими військами Скоропадського. В умовах розгортання боротьби з російськими окупантами, українськими націоналістами була створена Директорія — новий керівний орган, очолюваний В.Винниченком, а з лютого 1919 р. — С.Петлюрою. 16 січня 1919 року Директорія оголосила війну Радянській Росії. У квітні 1920 року Директорія підписала в Польщі Варшавський договір, згідно з яким за Польщею залишається територія Галичини, Поділля і Волині. 25 квітня 1920 року 50-тисячна польська армія почала вигнання комуністів з України.
Військові дії з більшовицькими військами призвели до заключення Ризького мирного договору з Польщею в березні 1921 року. За цим договором землі Білої Криниці опинилися під польською владою до 1939 року.
Поляки надіялися міцно закріпитись на території Західної України. Запроваджуючи свою владу і порядки, польський уряд значну увагу приділяв земельним питанням.
Земельним монополістом в Рівненському повіті став Державний земельний банк в Варшаві, який володів 2131,14 га землі, придбаної у князя Любомирського.
Краяни-односельчани по-старому вели свій одноманітний спосіб життя, незважаючи на жодні зміни у владі й порядках.
Земля-годувальниця, одягальниця була основним джерелом їх існування. Щоб придбати собі додатковий наділ землі, необхідно було щоденною працею й потом збирати гроші, відмовляючи собі й своїй сім'ї порою у найнеобхіднішому.

### 1939—1941 роки
Після підписання в Москві 23 вересня 1939 року договору між Німеччиною та Радянським Союзом про співробітництво і ненапад та секретних угод щодо розподілу сфер впливу в Європі між Москвою і Берліном, Німеччина 1 вересня 1939 року напала на Польщу.
У вересні 1939 року передовий загін у складі окремого танкового батальйону 45 стрілецької дивізії без бою зайняв повітове містечко Рівне. У результаті так званого «Визвольного походу» Червоної Армії до СРСР приєднано територію загальною площею 190 тис.кв.км з нселенням понад 12 млн. У грудні 1939 року на території колишньої Західної України було проведено адміністративно-територіальне ділення з організації областей і районів. В Рівненській області утворено 30 районних і 1 міську раду в м. Рівне. З перших днів приходу Червоної Армії на території колишньої Польської держави Радянська влада здійснювалася тимчасовими управліннями, а на місцях волосними і селянськими комітетами. В області було 5 повітових, 51 волосних і 1203 селянських комітети.
Обласним виконавчим комітетом була проведена робота з організації сільських рад і підбору їхнього керівного складу. Рішенням облвиконкому від 26.02.1940 року в області було організовано 856 сільських рад. Село офіційно названо Біла Криниця та сільську раду очолив Ковальчук Уліян Опанасович. Також у цьому ж році в Білій Криниці було створено перший за всю історію існування колгосп імені Комінтерну. Станом на 1 травня 1941 року в Рівненському районі вже було організовано 20 колгоспів, які мали 10532 га землі, у тому числі 8717 га орної. У білокриницькому колгоспі імені Комінтерну на той час було 320 га землі, тяглова сила становила 40 коней.
Колгосп імені Комінтерну за 1940 рік проводив в основному організаційні господарчі роботи. Було засіяно лише 54,25 га цукрових буряків. З цієї площі на завод було здано 10441 центнер. Весною наступного року збільшена площа земельних угідь була вже й засіяна, але збирати урожай прийшлося на користь чергових окупантів — нацистської Німеччини. Відразуж після початку війни колгоспники розібрали все те, що вони здавали у колективну власність по своїх домівках.

### Німецька окупація 1941—1944 років
30 червня 1941 року село Біла Криниця було окуповане німецькими військами. Унаслідок військових дій село зазнало в цей період незначних, та все ж таки пошкоджень. Згідно відомості про знищення будинків унаслідок воєнних дій в 1941 році по Білій Криниці, поданої до німецької районної управи старшиною села Кисілем Юлііаном Гнатовичем маємо таку інформацію:
Ковальчук Парфен Іванович — знищена клуня на 96 %
Савік Герасим — знищена клуня на 95 %
вітряк — колонія Полісся — знищений на 30 %
кузня — знищена на 4 %
Як і кожна окупаційна влада, німці з перших днів почали наводити свої порядки. Основна мета їхньої діяльності на окупованих територіях була спрямована на задоволення, у першу чергу, потреб фронту. У нашому сільському регіоні був запроваджений збір з населення зернових, соломи, сіна, яєць та інших продуктів харчування. Нацистська армія постійно вимагала першокласного сучасного озброєння. Визначним фактором успіху в бойових діях на фронтах Другої світової війни були танкові армії. Щоб надолужити «танковий голод» Гітлер кинув максимальні зусилля величезного окупаційного апарату на відшукування будь-яких резервів та матеріальних ресурсів для виготовлення озброєння.
Саме цим пояснюється розпорядження від 29 травня 1943 року за № 72, отримане під розписку кожним сільським церковним старостою. Це розпорядження білокриницьким церковним старостою Мондрушем було отримане 31 травня, про що свідчить підпис в відповідній відомості. Через тиждень 7 червня 1943 року 2 дзвони вагою 186 кг було здано німецькій владі, що також зафісковане у відомості. Решта дзвонів було закопано та сховано від окупантів.

### ОУН-УПА
Територія села Біла Криниця контролювалась тереном В. О., що входив до групи Південь, якою командував Еней (Петро Олійник). Село було розташоване на трасі Рівне-Київ, тому тут постійно було безліч війська, яке інколи розквартировувалося на нічліг по хатах. З цієї причиніи, якихось активних, відкритих дій оунівців в самому селі не було. Епіцентр був зміщений в сусідні села: Глинки, М'ятин, Підліски, Посягва. Разом з тим, село все-таки мало підпільний загін самооборони, з яким в «старому селі» на дорозі деякий час проводилися вишкільні навчання. Серед населення проводилася робота по збору медикаментів, продуктів харчування, одягу для потреб УПА. За спогадами односельчан, у нашій місцевості діяло декілька оунівських роївок. Їх членами з числа наших односельчан були, згодом засуджені більшовиками, такі особи: Поліщук Михайло Федорович, Павлюк Михайло Іванович, Поліщук Олександра Федорівна, Парфенюк Наталія Олександрівна, Ковальчук Василь Іванович. Наше село було звільнено від німецьких окупантів на початку лютого 1944 року.

### Повоєнні роки
Відродження колгоспу.
Після звільнення села Біла Криниця від нацистських окупантів, було відновлено роботу сільської ради. Головою знову було обрано, як і до війни, Ковальчука Уліяна Опанасовича.
Згідно земельної реєстрації трудового сільського землекористування в с. Біла Криниця на момент відновлення колгоспу ім. Комінтерну 31 серпня 1949 року була така ситуація:
Усього землі: -1053,79 га
У тому числі ріллі -943,06 га
Усього дворів -276
Одноосібників -230
Колгоспників — 37
Робітників — 9
Відразу ж після відновлення колгоспу була створена колгоспна бригада № 1. Правління колгоспу очолив Ковальчук Максим Петрович. В 1951 році колгосп ім. Комінтерну перейменовано в колгосп імені Маленкова.
У період з 1951 по 1955 роки колгоспом керували такі керівники: Ковальчук М. П., Гаврисюк Сергій Григорович, Мулярчук Володимир, Гриневич, Ключникова А. К., Галицький та Красногузов В.З, який вивів колгосп до майбутнього радгоспу.
У лютому 1957 року до колгоспу ім. Маленкова було приєднано колгосп ім. Калініна Антопільської сільської ради, куди входило село Глинки та Антопіль. У зв'язку з цим об'єднанням, колгосп ім. Маленкова було перейменовано в «Ленінський шлях». Завдяки об'єднанню сіл Антопіль, Глинки та Біла Криниця в єдиний колгоспний, а згодом і радгоспний механізм, розбудова села набирала все більших обертів. У селі відбувалось будівництво не тільки споруд сільськогосподарського призначення, а й житлових будинків, гуртожитку, об'єктів соцкультпобуту: баня, дитячий садочок, будинок культури, нова школа, дороги з твердим покриттям.
Згідно постанови РМ СРСР ЦК КПРС від 3.05.1957 року відбулася зміна власності з колективної на державну — передача колгоспу в радгосп.
Для забезпечення виробництва елітного насіння та насіння першої репродукції зернових та олійних культур і трав у Рівненській області в 1961 році організовано 4 насінницьких радгоспи: Рівненський, Тучинський, Мирогощанський та Городецький. Таким чином радгосп «Ленінський шлях» перетворився на радгосп «Рівненський», який підпорядковувся обласній державній дослідній станції та фінансувався з обласного бюджету. Директором радгоспу «Рівненський» призначено Слюсаренка.
В 1963 році на посаду керівника радгоспу «Рівненський» призначено Присяжнюка Бориса Захаровича. Під його керівництвом село набрало сьогоднішнього вигляду.
18 травня 1992 року радгосп Рівненський перейменовано в Дослідне Господарство «Білокриницьке», керівником якого став Федчук Борис Павлович.
В 60-ті роки головою сільської ради була обрана Морозюк Ольга Трохимівна. Все своє колгоспне життя, як і багато інших односельчан, вона добросовісно, старанно трудилась і дояркою, і ланковою рільничої бригади, і завідувачкою тваринницької ферми. Авторитетна, працьовита колгоспниця з хорошими організаторськими здібностями., вона залишила після себе хороший спомин у пам'яті односельчан.
Наступними головами Білокриницької сільської ради були: Ковальчук М. Ю., Процюк П. К., Ханенко Л. А., Ткачук В. Р. та з 2010 року і по нині — Гончарук Тетяна Володимирівна.
Сьогодні в селі є загальноосвітня школа I—III ступенів, у якій навчається 354 учні, працюють 37 учителів. З ініціативи родини Новаків у 1991 році створено при Білокриницький ЗОШ етнографічний музей «Берегиня», в основу роботи якого покладено принципи національного виховання. У 1995 році музею присвоєно звання «Народний», а громадським директором призначено Новак Катерину Адамівну.
На території села функціонують: лікарська амбулаторія сімейної медицини, аптека, магазини, перукарня, Будинок культури, дошкільний навчальний заклад «Білочка», публічно-шкільна бібліотека [Архівовано 29 грудня 2018 у Wayback Machine.], відділ зв'язку, ДГ «Білокриницьке», АТ «Облплемселекцентр», АЗС № 17,021 ПАТ «Укрнафта», АЗС № 7 «ОККО», АЗС «WOG», ПАТ компанія «РАЙЗ», ТзОВ «НерудтехпромЛТД».
У січні 2020 року в селі було відкрито нову амбулаторію.

## Населення
Згідно з переписом УРСР 1989 року чисельність наявного населення села становила 2228 осіб, з яких 1080 чоловіків та 1148 жінок.
За переписом населення України 2001 року в селі мешкала 2431 особа.

### Мова
Розподіл населення за рідною мовою за даними перепису 2001 року:
| Мова       | Відсоток |
| ---------- | -------- |
| українська | 97,29 %  |
| російська  | 2,02 %   |
| білоруська | 0,37 %   |
| інші       | 0,32 %   |

## Відомі люди
- Басараба Василь Наумович — поет, журналіст, краєзнавець. Член Національної спілки письменників України.
- Ханенко Святослав Михайлович — український політичний діяч, перший заступник міністра охорони здоров'я України з березня по жовтень 2005 року, голова Київської обласної організації ВО «Свобода» з вересня 2008 року по листопад 2012 року. Депутат Верховної Ради України 7-го скликання.

### Ветерани Німецько-радянської війни
Симочук Григорій Дем'янович
Війну 22-річний Симочук Г. Д. зустрів в лавах ЧА 22 червня 1941
року., перебуваючи у складі артилерійського полку
152, на кордоні з Фінляндією, у районі поселення Юрем'яки. Певний час фінські війська не виявляли особливої активності і через 2 місяці частину полку (дивізіон важкої артилерії, де служив Симочук Г. Д.) було перекинуто для захисту Ленінграду. Саме тут у складі Камінського фронту Григорій Дем'янович разом з жителями Ленінграду відчув на собі всі страхіття блокади: холод, голод, постійні обстріли і бомбардування. Були дні, коли форма видачі хліба для солдат сягала до 140 грамів на добу. Саме холод і голод були найбільш страшними. В блокадну зиму 1942—1943 років з батальйону чисельністю 1200 чоловік в живих лишилося менше 400. Більшість солдат померли від виснаження і переохолодження. Траплялося замерзали під час атаки.
У січні 1944 р., під час наступу частини ЧА, німці були відкинуті від Ленінграду. Згодом, війська фронту брали участь у звільнені Естонії, де під час бойових дій було захоплено в полон 37 тисяч німецьких солдатів і офіцерів. Полонених було відправлено на будівництво аеродрому в Естонії. Для охорони в розпорядження військ НКВД було виділено певну кількість солдат, у тому числі й Симочука Г. Д.. Саме тут, перебуваючи у складі охоронних частин він зустрів День Перемоги і звідси демобілізувався в листопаді 1946 року.
Григорій Дем'янович прослужив у лавах Червоної армії шість років.
Власюк Олександр Леонтійович
Народився у 1927 році в с. Глинки. Тут пройшло його дитинство. Жив на хуторі. У сім'ї було ще троє дітей: дві сестри і брат. Малим Олександр Леонтійович пас гуси, потім почав допомагати своєму батьку в полі: орав, косив, а вночі з іншими хлопчаками пас коні. Життя було тяжке. Ходив до польської школи, з першого класу вчив дві мови: польську і українську. Разом вчилися сільські діти, серед них були і євреї, які жили в селі.
Війна застала Олександра Леонтійовича вдома. Він бачив, як німці входили в село, як кружляли над селом німецькі і радянські літаки.
Коли вивозили молодь у Німеччину — переховувався, а потім був призваний до лав армії. Солдатську службу почав на війні з Японією — артилеристом. Був поранений і відправлений у госпіталь (в Корею). Підлікувавшись продовжував службу там, на місці.
Після війни повернувся додому. Працював у млині, був продавцем, та водночас шив. Фізичної, важкої роботи не міг виконувати, бо війна давала про себе знати. Через деякий час потрапив до лікарні, йому зробили операцію, після якої ходити самостійно уже не міг. Ходив лише з допомогою милиці і палки.
За бойові заслуги був нагороджений:
- «Орденом Великої Вітчизняної війни»,
- Медалями: «20 років Перемоги у Великій Вітчизняній війні»,
- «30, 40 років Перемоги у Великій Вітчизняній війні»,
- «Збройним силам — 60», «70 років Збройних сил».

Ханенко Іван Гнатович
6 березня 1943 року пішов служити в армію. Більше місяця служив в місті Новочеркаськ. Потім була переправа через Москву на Вільнюс. Становище було складне, нацисти наступали великими силами. Всіх солдатів тієї самої ночі, після переправи, відправили зразу в окопи. Зброя і транспорт були замасковані, щоб не привертали увагу ворогів. Наступ на ворога готувався вранці. Другого дня озброєна піхота і бойові машини пішли в наступ, визволяти міста Литви. Визволили Латвію, Білорусь, Східну Пруссію. Тут же в бою був поранений в ногу. Два місяці знаходився на лікуванні в місті Воскресенську під Єгоровим. Після госпіталю був відправлений в місто Броніцу під Москвою. Там полк преребував у казармах; формувалося нове поповнення. Бойовий шлях продовжував знову у містах Литви. 3 боями дійшов аж до Німеччини. Був поранений в руку. Лікувався у госпіталі у Пруссії. Після повернення з госпіталю був комісований з рядів Радянської Армії, тоді ж була дана група інвалідності.
Далі Іван Гнатович жив життям країни, спогадами про минуле.
Дем'янчук Іван Юхимович
В 1930 році був у Польській армії. Із 1944 року служив у Радянській армії. Більше місяця служив у Новочеркасах. Потім був відправлений на фронт. Воював на Білоруському фронті. З додатковим полком пішов на місто Оршів. Під час боїв був поранений в руку 18 червня 1944 році. Лікування проходив у госпіталі. Далі був відправлений на групу по інвалідності  і повернувся додому.
За бойові заслуги був нагороджений: «Орденом Великої Вітчизняної війни», Медалями: «20; 30; 40 років Перемоги».